# Maria Macià i Lamarca
Maria Macià i Lamarca (?, 1897 - Barcelona, 14 de juliol de 1997) va ser una hisendada catalana, coneguda per haver estat filla de Francesc Macià, president de la Generalitat de Catalunya. Exiliada a Mèxic a causa de la guerra civil espanyola, va retornar el 1948 i es va dedicar a recuperar les propietats que li havien estat confiscades.
Va ser filla de Francesc Macià i Llussà i d'Eugènia Lamarca i de Mier. Va tenir dos germans, Josefina i Joan. Membre d'una família considerada burgesa, la seva infantesa i joventut transcorren a les cases que tenen a diferents localitats els seus pares a Vilanova i la Geltrú, Lleida i Barcelona. A la mort de la seva mare el 1937, en plena guerra civil espanyola, hereta la finca de coneguda com Cal Macià a Vallmanya, al municipi d'Alcarràs. Poc abans d'acabar la guerra civil, el 1938, abandona el país i passa a França i s'està temporalment amb la seva germana Josefina a la Ville le Chinois de Montpeller. Acaba finalment exiliada a Mèxic, on, segons ella mateixa va reconèixer, va tenir una vida còmoda.
A Espanya, va ser víctima de la repressió política. El Tribunal de Responsabilitats Polítiques va condemnar-la a multes, inhabilitacions, exilis fora de Catalunya i els seus béns van ser requisats, malgrat afirmar que Macià no havia tingut cap actuació política, donava per cert que per ser filla de qui era la seva ideologia era anàloga a la del seu pare. El 1948 decideix retornar per recuperar les propietats confiscades i en arribar a Madrid es trobava condemnada a pagar una multa d'un milió de pessetes i 17 anys d'exili allunyada de Catalunya a Pamplona. Macià es va reunir amb el president del tribunal i es va negar a signar el que li proposaven les autoritats, va sol·licitar els motius de la condemna i va marxar a Barcelona. Finalment, Macià va deslliurar-se de la multa, va recuperar els diners i la condemna d'exili anul·lada, sembla que gràcies a la mediació del ministre de l'Exèrcit, Agustín Muñoz Grandes, que va gestionar la devolució de la finca de Vallmanya, el qual havia estat de guarnició a Lleida entre 1918 i 1919. Macià també recuperar la casa dels Macià del carrer de Sant Pau de Vilanova.
Havent recuperat la finca de Cal Macià a Alcarràs, va intentar reactivar-la, tot i que va ser difícil, perquè se la va trobar totalment devastada. La va intentar tirar endavant a través de préstecs va aconseguir fer rutllar la finca i va millorar els rendiments agrícoles any rere any. Amb tot, el 1968 l'Institut Nacional de Colonització decideix expropiar-li un 80% de la finca amb una intencionalitat clarament política, i de les 3.700 hectàrees que tenia es queda en 600, i suposa la fi del latifundi original que havia estat llegat per la seva mare. A partir d'aquest moment la casa entra en decadència perquè no es pot sustentar amb els ingressos i deixa de ser rendible. A més, a la finca fragmentada s'hi va sumar un conflicte amb els colons, que es queixaven del l'alt cost del lloguer i la curta durada dels contractes, de només un any, davant dels baixos rendiments agraris, en un moment en què no podien assumir les millores tecnològiques i quan s'havien quedat sense finançament estatal.
Amb tot, Macià va continuar residint-hi fins a la seva vellesa i sovint era visitada per la seva neboda Teresa Peyrí i Macià, filla de Josefina. Maria Macià va morir a Barcelona el 14 de juliol de 1997 amb 100 anys. La casa i la finca que havia maldat per recuperar Macià van passar als seus renebots, fills de Pere Pi-Sunyer i de Teresa Peyrí, que les van vendre el 2007.